# Olsen Brothers
Gli Olsen Brothers sono stati un duo musicale rock/pop danese.
Il duo è formato dai fratelli Jørgen (Odense, 15 marzo 1950) e Niels "Noller" Olsen (Odense, 13 aprile 1954). Hanno fondato la loro prima band, "The Kids", nel 1965.
Sia Jørgen che Niels Olsen hanno fatto parte del cast del musical Hair nel Cirkusbygningen di Copenaghen nel marzo del 1971, con cui furono in tour in Danimarca, Norvegia e Svezia.

## Storia
Il primo album degli Olsen Brothers risale al 1972. Da allora hanno realizzato 19 album e 6 raccolte.
I loro più grandi successi sono "Angelina" (1972), "Julie" (1977), "San Francisco" (1978), "Dans Dans Dans" (1979), "Marie, Marie" (1982) e "Neon Madonna" (1985).
Dopo aver vinto il Dansk Melodi Grand Prix nel 2000 a Copenaghen rappresentarono la Danimarca all'Eurovision Song Contest 2000 a Stoccolma, dove vinsero con la canzone Fly on the Wings of Love (versione inglese del brano Smuk som et Stjerneskud). Dopo la loro vittoria, vendettero 100 000 copie in un solo giorno in Danimarca.
Con la loro nuova canzone Walk Right Back ed una breve reprise di Fly on the Wings of Love aprirono l'Eurovision Song Contest 2001 a Copenaghen.
Nel 2005 per la prima volta dopo la loro vittoria, parteciparono nuovamente al Danish Melodi Grand Prix, con la canzone Little Yellow Radio conquistando il secondo posto.
Nel 2019, il duo annuncia la fine della loro carriera musicale a seguito dei problemi di salute di Noller Olsen, a cui è stato diagnosticato un cancro cerebrale. Il solo Jørgen ha chiuso la prima serata dell'Eurovision Song Contest 2025 cantando il brano con cui avevano vinto la kermesse 25 anni prima.

## Discografia

### Album
- 1972 - Olsen
- 1973 - For What We Are
- 1973 - For the Children of the World
- 1976 - Back on the Tracks
- 1977 - You're the One
- 1978 - San Francisco
- 1979 - Dans – Dans – Dans
- 1987 - Rockstalgi
- 1994 - Greatest and Latest
- 2000 - Wings of Love
- 2001 - Neon Madonna
- 2001 - Walk Right Back
- 2002 - Songs
- 2003 - Weil Nur Die Liebe Zählt
- 2003 - More Songs
- 2005 - Our New Songs
- 2008 - Respect
- 2010 - Wings of Eurovision
- 2013 - Brothers to Brothers

### Raccolte
- 1999 - Angelina
- 2000 - The Collection
- 2000 - The Story of Brødrene Olsen - De største hits 1972-2000
- 2005 - Golden Hits
- 2005 - Celebration
- 2011 - Hits